# Голландско-шведский меч
Голландско-шведский меч (англ. Dutch-Swedish sword, швед. nederländsk-svensk värja) — тип меча (шпаги) появившийся первоначально в Нидерландах, попавший в результате морских торговых контактов в Швецию и получивший там значительное распространение. Голландско-шведские мечи был типичным холодным оружием голландских, а также шведских солдат Густава II Адольфа во время Тридцатилетней войны. Иногда его называют просто «голландским», или «шведским», или относят к несколько расплывчатому типу клинкового оружия известного под немецким названием нем. offizierdegen (офицерская шпага).
В шведском музее Ливрусткаммарен имеются два экземпляра не совсем типичных мечей голландско-шведского типа. Один, принадлежавший Юхану III датирован 1570—1580 годами, он имеет боковое кольцо со щитком и загнутый конец крестовины (другая половина крестовины утеряна), но непохожее на более поздние образцы круглое навершие. У другого меча полутора-ручная рукоять и ровно срезанный на конце клинок, что было типично для мечей правосудия использовавшихся для отсечения головы. Английский историк-оружиевед Эварт Окшотт назвал его «экстремальным вариантом» мечей голландско-шведского типа.

## Конструкция
Голландско-шведские мечи могли иметь одну из двух разновидностей эфеса — открытую или закрытую. Крестовина в обеих случаях имела S-образную форму, один её конец загибался вверх, другой — вниз. Со внешней стороны крестовины (справа при удержании оружия в руке), размещалось боковое защитное кольцо (иногда почти прямоугольное в плане), заполненное внутри щитком с пробитыми в нём небольшими отверстиями. В закрытом варианте эфеса щиток выгибался и от него отходила защитная дужка крепившаяся к навершию посредством винта. Со внутренней стороны крестовины (слева при удержании в руке) размещалось кольцо для большого пальца, использование которого помогало крепче удерживать оружие и наносить более сильные удары. Иногда, со стороны клинка, данное кольцо расширялось в виде небольшого щитка, прикрывавшего палец от возможных ударов оружия противника. У прекрасного образца меча из собрания музея Фицуильяма со внутренней стороны эфеса расположено второе боковое кольцо, меньше первого, без щитка, но с отходящим от него кольцом для большого пальца. Уплощённое навершие имело форму сердца или близкую к ней.
Клинки широкие и плоские, колюще-рубящие, с несколькими долами в четверти клинка прилегающей к эфесу. Некоторые клинки имели более выраженное остриё и сечение в форме уплощённого ромба.

### Эфес Синклера
В англоязычных источниках форма эфеса голландско-шведских мечей известна под названием эфеса Синклера (англ. Sinclair hilt), что порождает некоторую путаницу, так как таким же термином обозначают другой тип эфеса, достаточно мало схожий с голландско-шведским. Эварт Окшотт, описывая данную ситуацию, с целью избежать указанной путаницы, обозначил два типа этих эфесов «Синклер 1» и «Синклер 2», где «Синклер 2» относится к голландско-шведскому типу. «Синклер» же «1» имел S-образную крестовину, выгнутый треугольный щиток, доходящий до грибообразного навершия и защитную дужку с отходящими от неё боковыми ветвями. Такие эфесы часто встречались на южно-германских саблях и эстоках, и их же имели многие из образцов холодного оружия, отправленных датским королём Кристианом IV в Норвегию. Английские коллекционеры викторианского времени связали их с именем полковника Джорджа Синклера, командира отряда шотландских наёмников, отправившихся в 1612 году воевать за Швецию в рамках Кальмарской войны и трагически погибших в битве при Крингене, в долине Гудрун. При этом учитывалось сходство этих эфесов («Синклер 1») с типичными шотландскими эфесами XVIII—XIX веков.

## Галерея изображений
- Внешняя часть закрытого варианта
- Внутренняя часть закрытого варианта
- Открытый вариант эфеса
- Полутораручный вариант меча (половина крестовины утеряна)

## Комментарии и примечания
Комментарии
1. ↑  В зависимости от принятой классификации.
2. ↑  Здесь и далее указаны минимальные и максимальные параметры пяти экземпляров из музейных коллекций.

Примечания
1. 1 2 3  Officersvärja (швед.). Дата обращения: 11 февраля 2015. Архивировано из оригинала 29 июня 2022 года.
2. 1 2 3 4  The Fitzwilliam Museum (англ.). Дата обращения: 11 февраля 2015. Архивировано из оригинала 18 февраля 2015 года.
3. 1 2 3  värja - Solingen (швед.). Дата обращения: 11 февраля 2015. Архивировано из оригинала 29 июня 2022 года.
4. ↑  värja nederländsk-svensk typ (швед.). Дата обращения: 11 февраля 2015. Архивировано из оригинала 29 июня 2022 года.
5. ↑  värja officer nederländsk-svensk typ (швед.). Дата обращения: 11 февраля 2015. Архивировано 15 декабря 2012 года.
6. ↑  Brzezinski, 1993, p. 12.
7. ↑  Oakeshott, 2000, p. 173.
8. ↑  Oakeshott, 2000, pp. 172—173.
9. 1 2  Oakeshott, 2000, p. 172.

### Голландско-шведские мечи в музее Ливрусткаммарен
- Меч Юхана III, 1570-е (швед.)
- Меч, Золинген, 1615—1630 (швед.)
- Меч принадлежавший Карлу XV, Германия, 1620—1640 (швед.)
- Меч принадлежавший Карлу XV, Швеция, 1620—1640 (швед.)
- Офицерский меч с золингенским клинком, 1620—1640 (швед.)
- Полутораручный меч голландско-шведского типа, 1620—1640 (швед.)
- Меч принадлежавший Густаву II Адольфу, 1630 (швед.)